# Blair Castle

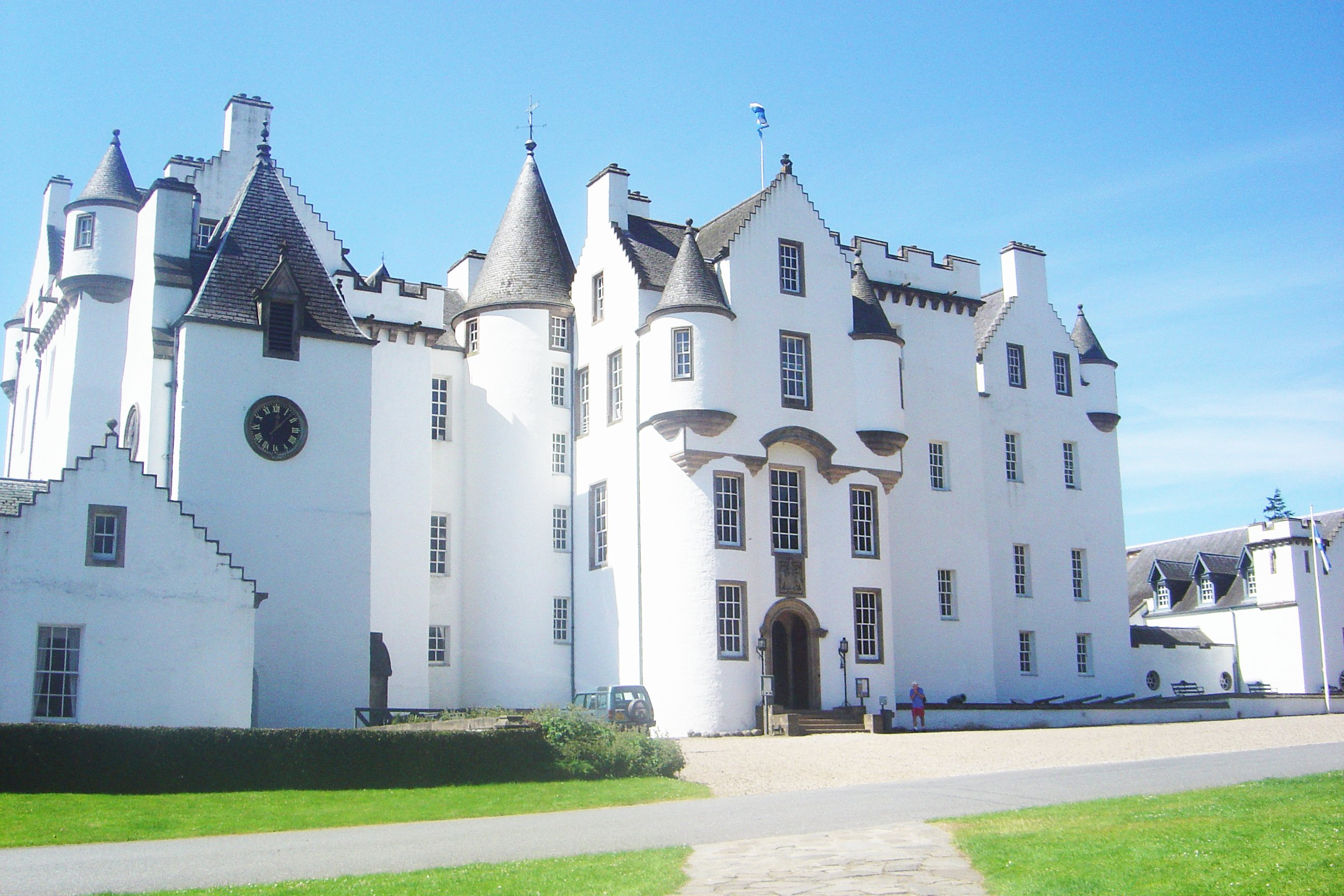
Blair Castle

Blair Castle är ett slott beläget i den lilla byn Blair Atholl i Perthshire i Skottland. Det är stamgods för klanen Murray vars överhuvud bär titeln Duke of Atholl. Det nuvarande klanöverhuvudet John Murray, (född 1929) bor dock nu i Sydafrika.
Det sägs att uppförandet av slottet påbörjades 1269 av John I Comyn, Lord of Badenoch, en nordlig granne till Earl of Atholl. Slottet uppfördes enligt myten på Atholls ägor under tiden earlen var iväg på korståg. Vid earlens återkomst till Skottland vände han sig till kung Alexander III och tilldelades åter sitt land. Slottet kom därmed i klanen Murrays ägo.
Slottet är idag öppen för allmänheten.

## Blair Atholl International patroll jamborette
Vartannat år sedan 1946 hålls även ett scoutläger på slottsgården till Blair Castle.